# Lista de arquitetos de Portugal
Esta é uma lista de arquitectos portugueses, juntamente com um exemplo de uma sua obra notável.

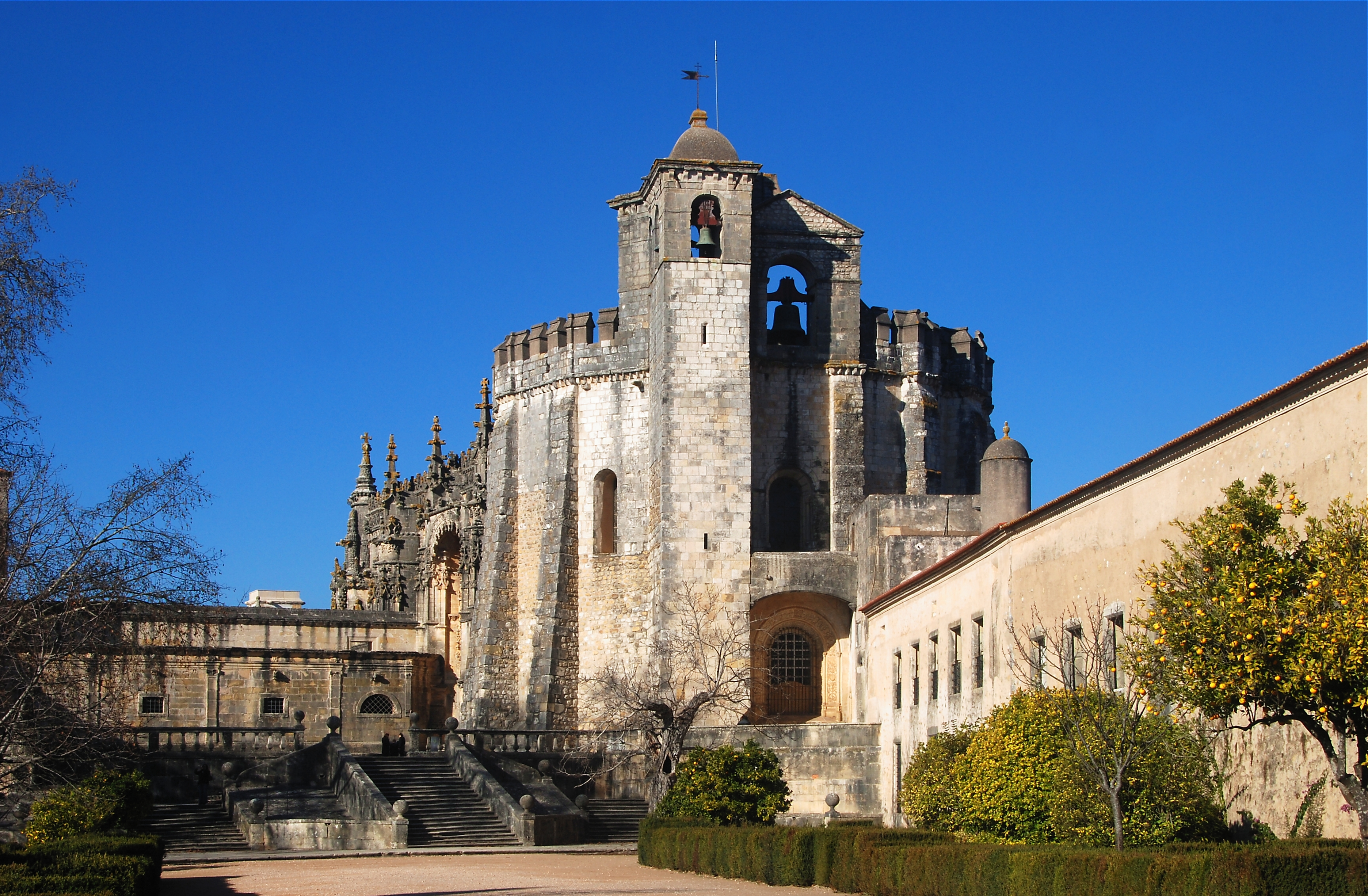
Convento de Cristo, intervenções importantes de João de Castilho e Diogo de Arruda

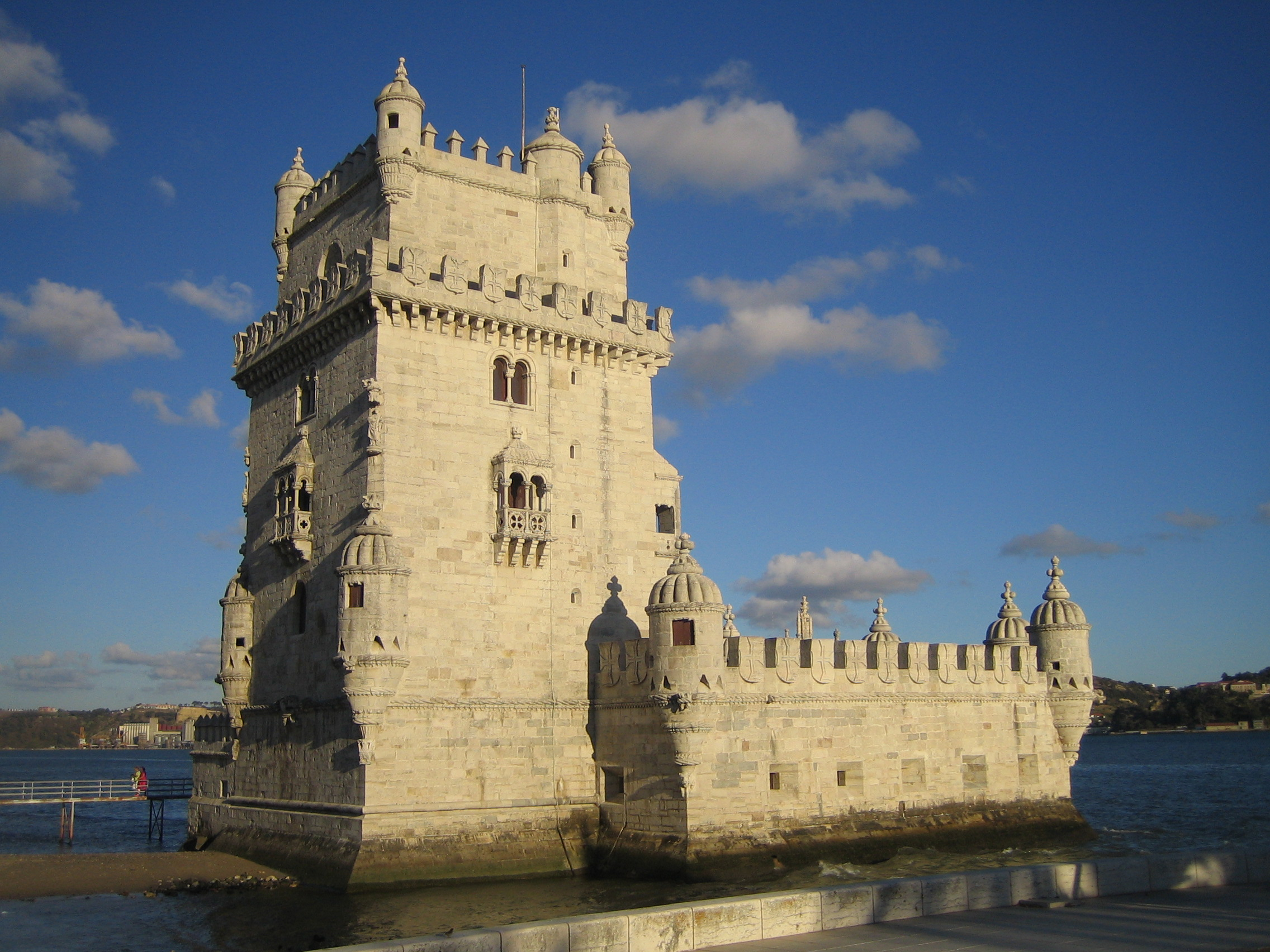
Torre de Belém, de Francisco Arruda

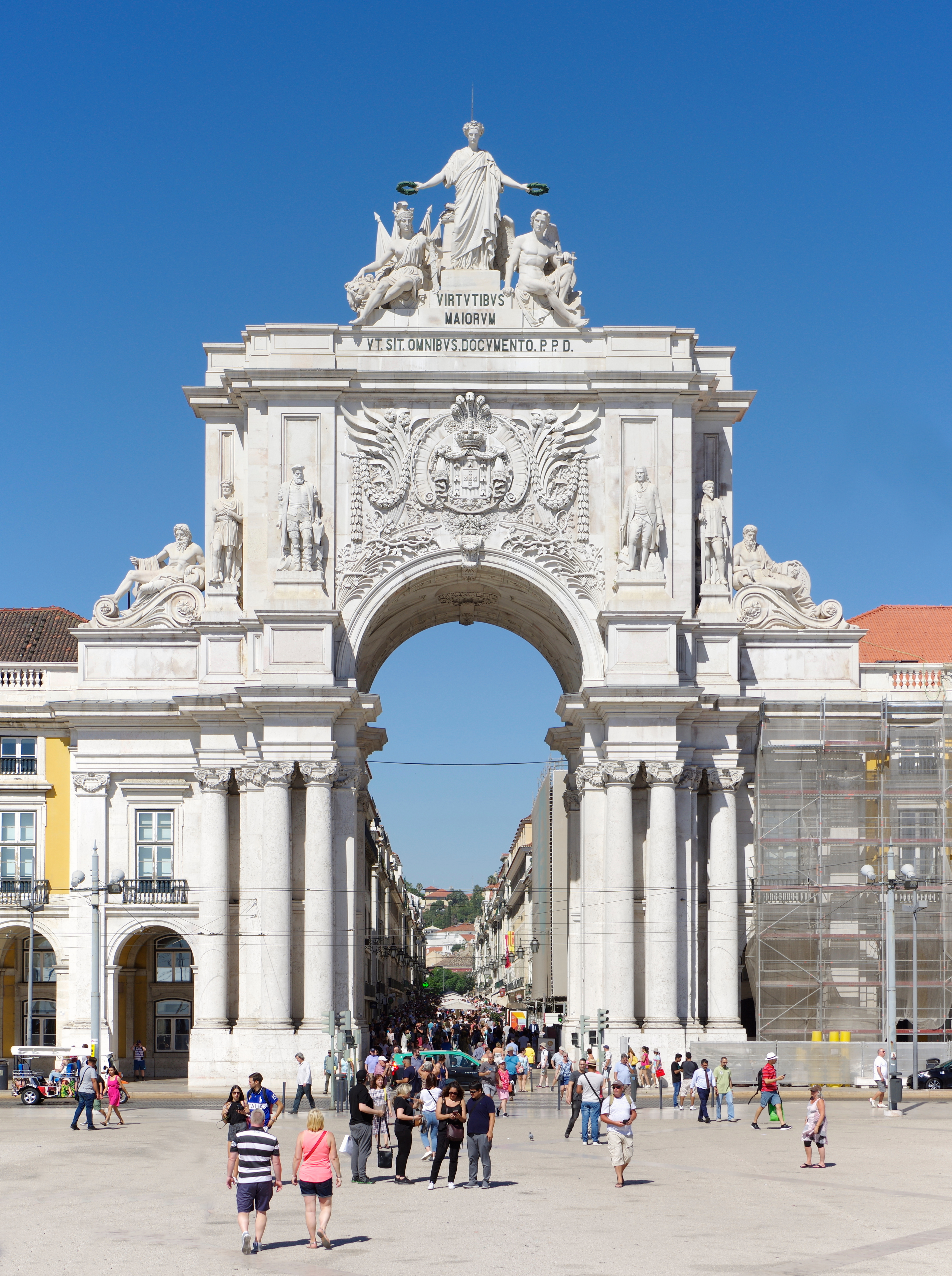
Arco Triunfal da Rua Augusta, na Praça do Comércio, de Eugénio dos Santos e Manuel da Maia

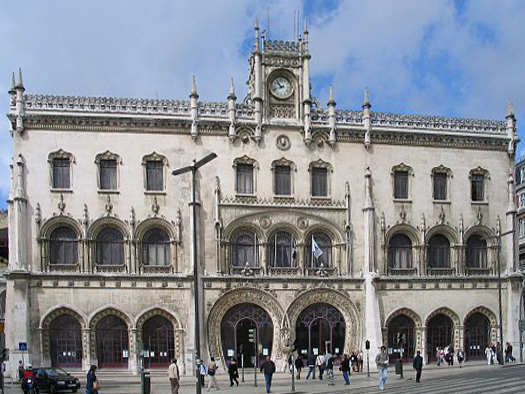
Estação do Rossio, de José Luís Monteiro

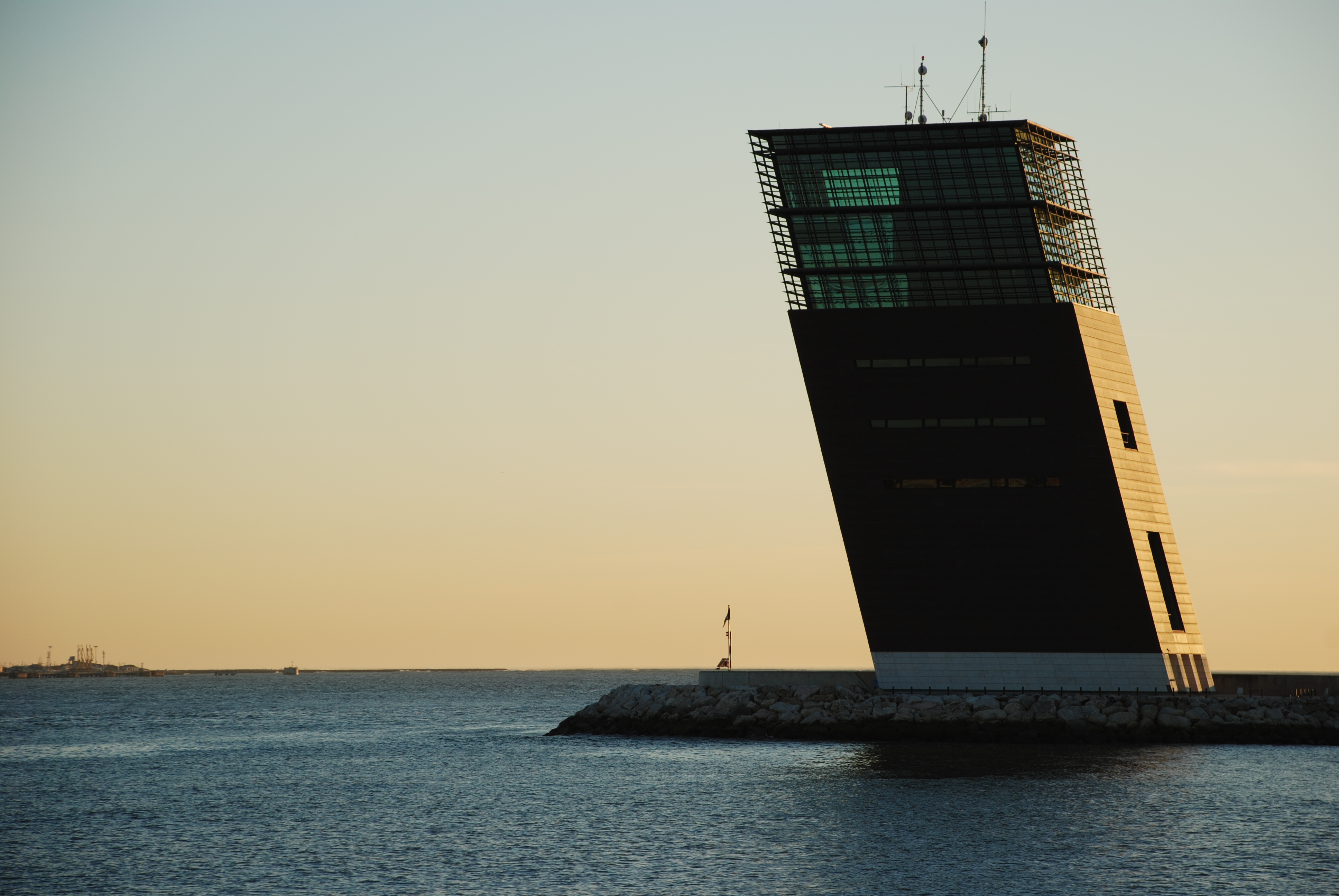
Centro de Coordenação e Controlo de Tráfego Marítimo do Porto de Lisboa, de Gonçalo Byrne

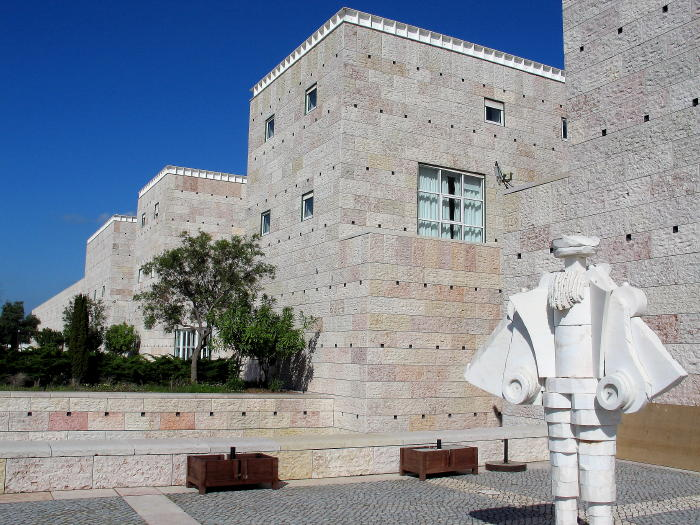
Centro Cultural de Belém, de Manuel Salgado

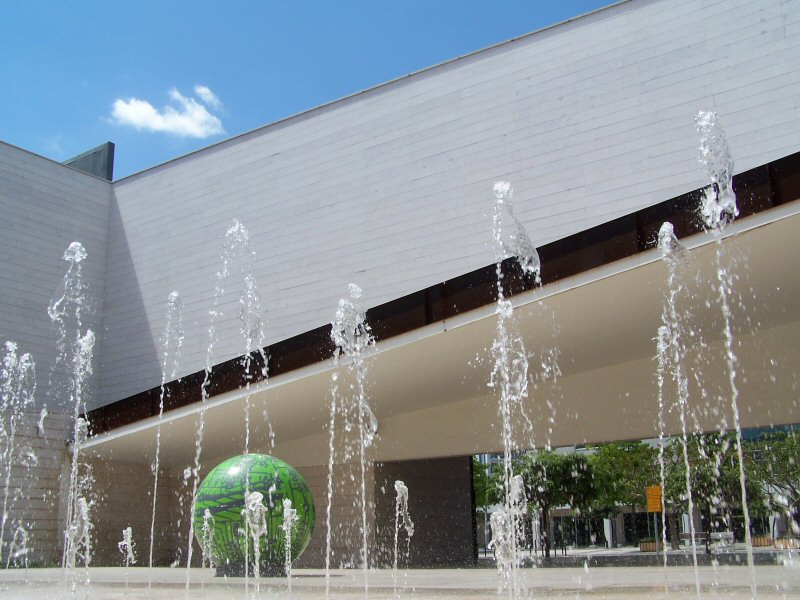
Pavilhão do Conhecimento, de João Luís Carrilho da Graça (prémio Valmor)

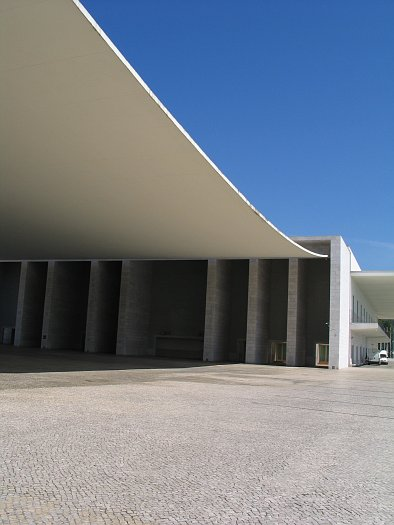
Pavilhão de Portugal, de Álvaro Siza Vieira (prémio Valmor)

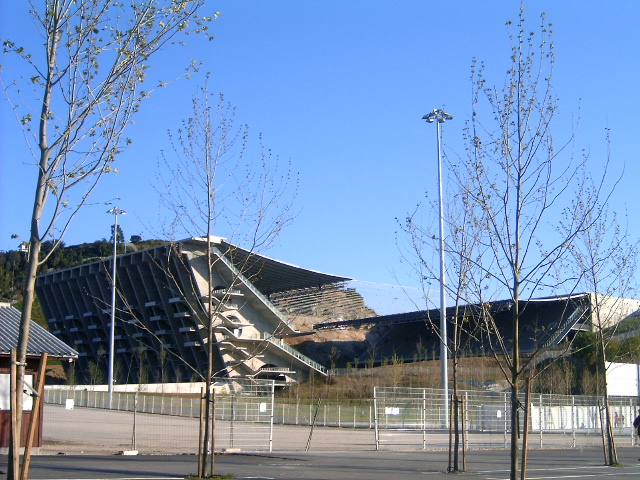
Estádio Municipal de Braga, de Eduardo Souto de Moura

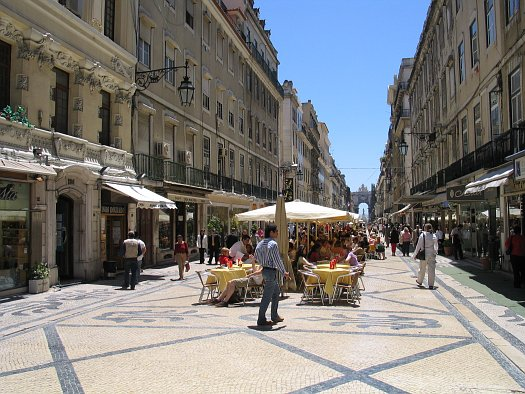
Rua Augusta na Baixa Pombalina, reconstruída sob Manuel da Maia

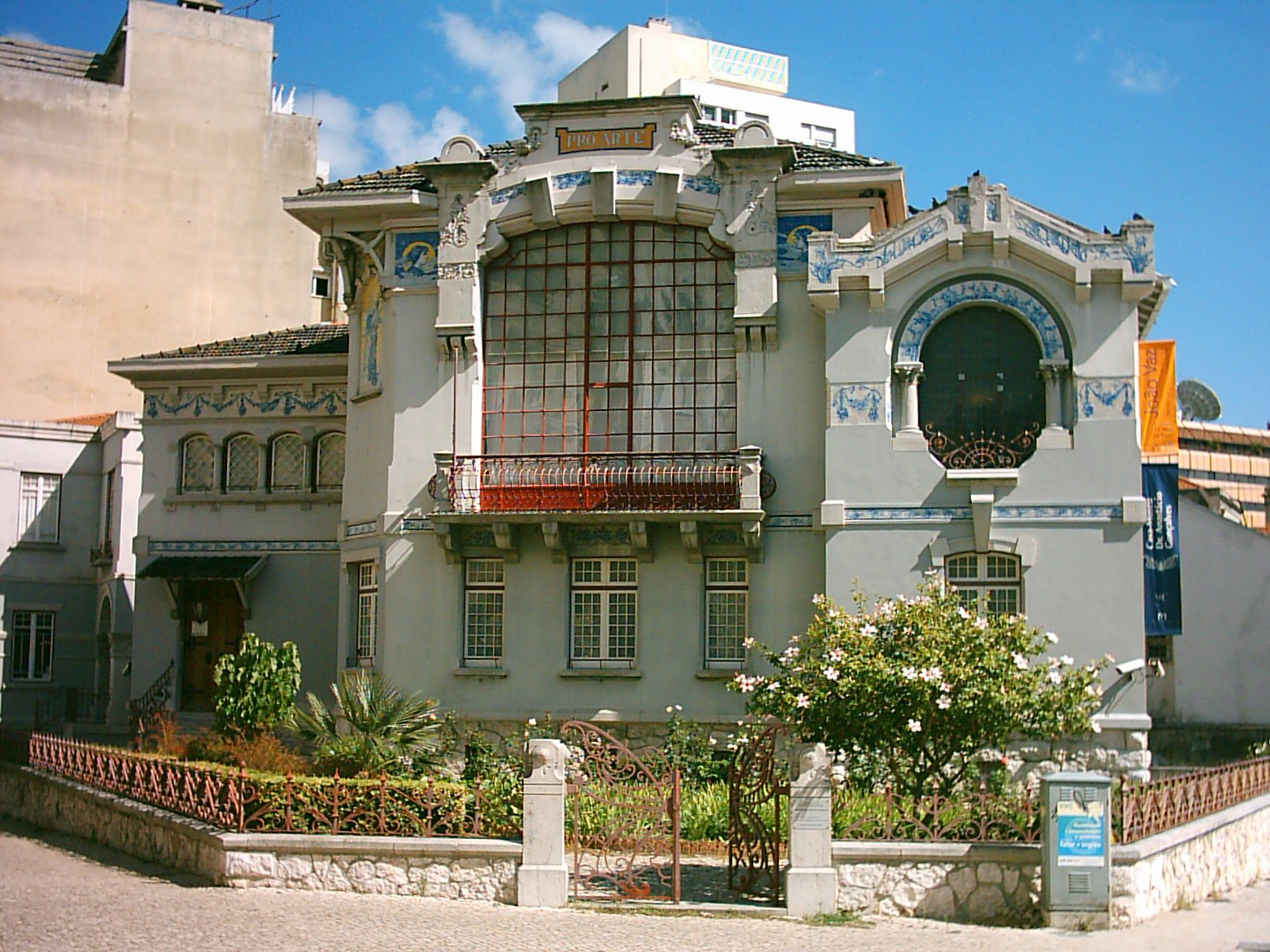
Casa Malhoa, de Norte Junior (prémio Valmor)

| Arquitecto                   | Obra notável                                                                                   | Local                        |
| ---------------------------- | ---------------------------------------------------------------------------------------------- | ---------------------------- |
| Adalberto Dias               | Faculdade de Engenharia Mecânica da Universidade Aveiro                                        | Aveiro                       |
| Adelino Cesar Costa          | SAT Tramagal                                                                                   | Tramagal                     |
| Adelino Nunes                | Correios do Estoril                                                                            | Estoril                      |
| Afonso Domingues             | Mosteiro da Batalha                                                                            | Batalha                      |
| Agostinho Ricca              | Edifício Montepio Geral da Rua Júlio Dinis                                                     | Porto                        |
| Alberto Cruz                 | Hotel Alvor-Praia                                                                              | Praia dos Três Irmãos, Alvor |
| Alberto Pessoa               | Fundação Calouste Gulbenkian                                                                   | Lisboa                       |
| Alberto Soeiro               | Prédio TAP-Montepio, Av. Dom Luís/Samora Machel                                                | Lourenço Marques/Maputo      |
| Alcino Soutinho              | Edifício da Câmara Municipal de Matosinhos                                                     | Matosinhos                   |
| Álvaro Siza Vieira           | Faculdade de Arquitectura da Universidade do Porto                                             | Porto                        |
| Carlos Antero Ferreira       | Projecto de reabilitação do Cinema Europa                                                      | Campo de Ourique             |
| António Barreiros Ferreira   | Feira Internacional de Lisboa (com Alberto França Doria)                                       | Lisboa                       |
| António Lino                 | Igreja de São João de Deus                                                                     | Lisboa                       |
| António Maria Braga          | Mesquita Central de Lisboa                                                                     | Lisboa                       |
| António Marques Miguel       | Recuperação de edificio com atribuição de prémio Valmor 1983                                   |                              |
| António Rodrigues            | colaborador de Nicolau Nasoni                                                                  |                              |
| ARS Arquitectos              | Mercado do Bom Sucesso                                                                         | Porto                        |
| Carlos Mardel                | Mãe-d'Água do Aqueduto das Águas Livres                                                        | Lisboa                       |
| Cassiano Branco              | Éden Teatro                                                                                    | Lisboa                       |
| Carlos Ramos                 | Pavilhão do Rádio do Instituto Português de Oncologia                                          | Lisboa                       |
| Carlos Manuel Oliveira Ramos | Instituto Pasteur                                                                              | Lisboa                       |
| Cottinelli Telmo             | Estação do Sul e Sueste                                                                        | Lisboa                       |
| Diogo de Arruda              | Convento de Cristo                                                                             | Tomar                        |
| Domingos Domingues           | Claustro do Mosteiro de Alcobaça                                                               | Alcobaça                     |
| Domingos Parente da Silva    | Mercado Geral do Gado                                                                          | Entrecampos                  |
| Eduardo Souto de Moura       | Estádio Municipal de Braga                                                                     | Braga                        |
| Egas José Vieira             | Pizzaria Casanova                                                                              | Lisboa                       |
| Ernesto Korrodi              | Castelo da D. Chica                                                                            | Leiria                       |
| Eugénio Correia              | Igreja de Santo Isidro de Pegões                                                               | Montijo                      |
| Eugénio dos Santos           | Praça do Comércio                                                                              | Lisboa                       |
| Fernando Silva               | Edificio Shell                                                                                 | Lisboa                       |
| Fernando Távora              | Casa dos 24                                                                                    | Porto                        |
| Fernando Varanda             | Plano de Recuperação de Mértola                                                                | Mértola                      |
| Filipe Oliveira Dias         | Teatro Municipal de Bragança                                                                   | Bragança                     |
| Filipe Nobre de Figueiredo   | Blocos de apartamentos no cruzamento da Av. dos Estados Unidos com a Av. de Roma (1952-1958)   | Lisboa                       |
| Francisco de Arruda          | Torre de Belém                                                                                 | Lisboa                       |
| Francisco Castro Rodrigues   | Cine-Flamingo                                                                                  | Lobito                       |
| Francisco da Conceição Silva | Hotel do Mar                                                                                   | Sesimbra                     |
| Francisco Keil do Amaral     | Pavilhão de exposições da antiga Feira Internacional de Lisboa                                 | Lisboa                       |
| Francisco Silva Dias         | Recuperação do edifício dos Paços do Concelho, Praça do Município                              |                              |
| Frederico George             | Planetário Calouste Gulbenkian                                                                 | Lisboa                       |
| Frederico Valsassina         | recuperação do Edificio Versailles                                                             | Lisboa                       |
| Gonçalo Byrne                | Centro de Coordenação e Controlo de Tráfego Marítimo do Porto de Lisboa                        | Lisboa                       |
| Hernani Gandra               | blocos de apartamentos na Av.ª Infante Santo                                                   | Lisboa                       |
| Inês Lobo                    | Biblioteca Pública e Arquivo Regional em Angra do Heroísmo                                     | Açores                       |
| Januário Godinho             | Armazéns Frigoríficos de Massarelos                                                            | Massarelos                   |
| João Álvaro Rocha            | Estação Parque da Maia                                                                         | Maia                         |
| João Abel Manta              | Blocos de apartamentos na Av.ª Infante Santo                                                   | Lisboa                       |
| João Andresen                | Monumento ao Infante D. Henrique                                                               | Sagres                       |
| João Archer                  | Aldeias de Picote, Miranda e Bemposta, Hidroeléctrica do Douro                                 |                              |
| João de Castilho             | Convento de Cristo                                                                             | Tomar                        |
| João Maria Ventura Trindade  | Estação Biológica do Garducho                                                                  | Évora                        |
| João Luís Carrilho da Graça  | Pavilhão do Conhecimento, Expo 98                                                              | Lisboa                       |
| João Vasconcelos Esteves     | Edifício de Habitação na Av. da República nº 85,                                               | Lisboa                       |
| João Santa-Rita              | Estação Metropolitano de Cabo Ruivo                                                            | Lisboa                       |
| João Mendes Ribeiro          | Casa de Chá de Montemor-o-Velho                                                                | Montemor-o-Velho             |
| Jorge Ferreira Chaves        | Café / Pastelaria / Salão de chá / Snack-bar "Mexicana"                                        | Lisboa                       |
| Jorge Segurado               | Casa da Moeda                                                                                  | Lisboa                       |
| José Adrião                  | Casa da Severa                                                                                 | Lisboa                       |
| José Carlos Loureiro         | Conjunto habitacional no antigo Campo do Luso                                                  | Porto                        |
| José Ferreira da Costa       | Palace Vidago Hotel                                                                            |                              |
| José Rafael Botelho          | Plano de Olivais Sul                                                                           | Lisboa                       |
| José Luís Monteiro           | Estação do Rossio                                                                              | Lisboa                       |
| José Marques da Silva        | Casa de Serralves                                                                              | Porto                        |
| José Segurado                | Blocos de apartamentos no cruzamento da Avª. dos Estados Unidos com a Avª. de Roma (1952-1958) | Lisboa.                      |
| João Correia Rebelo          | Estalagem da Serreta                                                                           | Açores                       |
| João Pedro Falcão de Campos  | Envolvente Mosteiro de Alcobaça                                                                | Alcobaça                     |
| Joaquim Ferreira             | Conjunto urbano da Av. D. Rodrigo da Cunha                                                     | Lisboa                       |
| Joaquim Massena              | Mercado do Bolhão (projecto de reabilitação)                                                   | Porto                        |
| Luís Cristino da Silva       | Cineteatro Capitólio                                                                           | Lisboa                       |
| MJARC Arquitectos            | Casa Vale do Douro Finalista World Architecture Festival                                       | Marco de Canaveses           |
| Manuel Aires Mateus          | Sede Corporativa da EDP                                                                        | Lisboa                       |
| Manuel Correia Fernandes     | Conjunto habitacional cooperativo de Aldoar                                                    | Porto                        |
| Manuel da Maia               | Baixa Pombalina                                                                                | Lisboa                       |
| Manuel Graça Dias            | Sede da Ordem dos Arquitectos, Banhos de S.Paulo                                               | Lisboa                       |
| Manuel Salgado               | Centro Cultural de Belém, (com Vittorio Gregotti),                                             | Lisboa                       |
| Manuel Taínha                | Faculdade de Psicologia e de Ciências da Educação                                              | Lisboa                       |
| Manuel Vicente               | Plano de Urbanização da Praia Grande                                                           | Macau                        |
| Manuel Vilhena Roque         | Centro Cultural Vila Flor, Plataforma das Artes e da Creatividade                              | Guimarães                    |
| Maurício de Vasconcelos      | Habitação Rangel de Lima – Av.ª Gago Coutinho                                                  | Lisboa                       |
| Mário Sua Kay                | Torre de Monsanto                                                                              | Oeiras                       |
| Miguel de Arruda             | Forte de São Julião da Barra                                                                   | Oeiras                       |
| Miguel Jacobetty Rosa        | Pousada de Santa Luzia                                                                         | Elvas                        |
| Miguel Marcelino             | Casal Saloio de Outeiro de Polima                                                              | Cascais                      |
| Miguel Ventura Terra         | Casa Visconde de Valmor                                                                        | Lisboa                       |
| Nuno Craveiro Lopes          | Igreja da Polana                                                                               | Maputo                       |
| Nuno Lacerda Lopes           | Centro Multimeios de Espinho                                                                   | Espinho                      |
| Nuno Portas                  | Campus da Universidade de Aveiro                                                               | Aveiro                       |
| Nuno Teotónio Pereira        | Edifício Franjinhas                                                                            | Lisboa                       |
| Olga Quintanilha             | Complexo Twin Towers                                                                           | Lisboa                       |
| Pancho Guedes                | Casal dos Olhos                                                                                | Eugaria, Sintra              |
| Pedro Botelho                | Interface do Cais do Sodré (estações de Metropolitano, Refer, Fluvial)                         | Lisboa                       |
| Pedro Campos Costa           | Oceanário de Lisboa ("Edifício do Mar", expansão do Oceanário)                                 | Lisboa                       |
| Pedro Matos Gameiro          | Casa em Alfama                                                                                 | Lisboa                       |
| Pedro Matos Gameiro          | Biblioteca Municipal de Grândola                                                               | Grândola                     |
| Pedro Matos Gameiro          | Faculdade de Farmácia de Universidade de Coimbra                                               | Coimbra                      |
| Porfírio Pardal Monteiro     | Instituto Superior Técnico                                                                     | Lisboa                       |
| Raul Chorão Ramalho          | Centro Comercial do Restelo                                                                    | Lisboa                       |
| Raul Hestnes Ferreira        | Casa em Albarraque                                                                             | Sintra                       |
| Raul Lino                    | Quinta das Mil Flores                                                                          | Lisboa                       |
| Raul Tojal                   | Hotel Estoril Sol                                                                              | Estoril                      |
| Regino Cruz                  | Pavilhão Atlântico                                                                             | Lisboa                       |
| Ricardo Bak Gordon           | Pavilhão de Portugal na Expo Zaragoza                                                          | Saragoça                     |
| Rogério Cavaca               | Teatro do Campo Alegre                                                                         | Porto                        |
| Samuel Gonçalves             | Sistema GOMOS                                                                                  | Porto                        |
| Sebastião Formosinho Sanchez | Bairro das Estacas                                                                             | Lisboa                       |
| Tomás Taveira                | Torres das Amoreiras                                                                           | Lisboa                       |
| Viana de Lima                | Moradia Honório de Lima                                                                        | Porto                        |
| Vítor Figueiredo             | Pólo da Mitra da Universidade de Évora                                                         | Évora                        |